# Sint-Angela-Instituut
Sint-Angela Tildonk, gelegen te Tildonk (Haacht), is een katholieke school voor secundair onderwijs van de zusters ursulinen. De school werd in 1818 gesticht door Johannes Lambertz (1818-1869). De school speelde ook een grote rol gedurende de Eerste en Tweede Wereldoorlog. 
De school behoort tot de ursulinen. De naam 'Angela' is vernoemd naar de heilige Angela Merici. Zij stichtte de vrouwelijke kloosterorde van de ursulinen. De laatste ursulinen verlieten het klooster in 2007. 
De school staat nog vol met authentieke objecten, onder andere de eeuwenoude carrousel en de geklasseerde art-nouveau-zaal. Deze zaal vormt de verbinding tussen de twee gebouwcomplexen en wordt gerestaureerd.
De school biedt studierichtingen aan in de studiedomeinen Maatschappij en Welzijn, Economie & Organisatie en Taal en cultuur in 3 finaliteiten (domeingebonden doorstroom finaliteit, dubbele finaliteit en arbeidsfinaliteit). In 1998 werden de schoolbesturen van Sint-Angela Tildonk en het Montfortcollege Rotselaar verenigd tot één schoolbestuur. Sinds 2019 is dit overgenomen door de vzw Katholiek Onderwijs Dijle en Demer, kortweg KODiD, de overkoepelende vzw van 16 scholen uit de regio.
De school werd dikwijls als decor gebruikt voor films en series. Onder andere deed de school mee als decor in: Blueberry Hill, Vlaamse Velden, Het verdriet van België, de familie Claus. Onlangs werd de art-nouveauzaal gebruikt  als decor voor Huis gemaakt (VTM).